# Technomyrmex nequitus
Technomyrmex nequitus é uma espécie de formiga do gênero Technomyrmex.